# Pailhès, Ariège
Pailhès är en kommun i departementet Ariège i regionen Occitanien i södra Frankrike. Kommunen ligger  i kantonen Le Fossat som ligger i arrondissementet Pamiers. År 2022 hade Pailhès 511 invånare.

## Befolkningsutveckling
Antalet invånare i kommunen Pailhès
Referens: INSEE